# Benevento (provincie)
De provincie Benevento is gelegen in de Zuid-Italiaanse regio Campanië. In het noorden grenst ze aan de provincie Campobasso (regio Molise), in het oosten aan de Apulische provincie Foggia, in het zuiden aan de provincie Avellino en de metropolitane stad Napels en ten slotte in het westen aan de provincie Caserta.
Het territorium van de provincie Benevento bestaat uit de twee heuvelachtige streken Irpinia in het zuiden en Sannio in het noorden. In het uiterste noordwesten ligt het gebergte Monti del Matese. De hoofdstad Benevento is een belangrijk industrieel centrum en verkeersknooppunt. Archeologische vondsten hebben uitgewezen dat de stad al in de achtste eeuw voor Christus bewoond moet zijn geweest. De Romeinen doopten de stad Beneventum. Door de gunstige ligging aan de Via Appia groeide ze uit tot een welvarende stad. Uit deze periode dateren de 15 meter hoge boog Arco di Traiano en het Romeinse theater. Andere bezienswaardigheden in de stad zijn de 13de-eeuwse Duomo en de kerk Santa Sofia die ooit deel uitmaakte van een 8ste-eeuws klooster.

## Belangrijke plaatsen
In de provincie zijn naast de hoofdstad geen andere grote steden te vinden.
- Pietrelcina ligt elf kilometer ten oosten van Benevento en is geboorteplaats van Francesco Forgione, beter bekend als Padre Pio.
- Sant'Agata de' Goti (11.566 inw.), een historische plaats, heeft een zeer fraaie ligging op een rotswand langs de oever van de rivier de Isclero.
- Telese Terme ligt tussen beboste heuvels en is een thermale badplaats. Twee kilometer ten westen van de plaats liggen de resten van de Romeinse stad Telesia.
- Montesarchio (12.748 inw.)